# Терравеккья
Терравеккья (итал. Terravecchia) — коммуна в Италии, располагается в регионе Калабрия, в провинции Козенца.
Население составляет 957 человек (2008 г.), плотность населения составляет 47 чел./км². Занимает площадь 20 км². Почтовый индекс — 87060. Телефонный код — 0983.
Покровительницей коммуны почитается Пресвятая Богородица, празднование во вторник Светлой Седмицы.

## Демография
Динамика населения:

## Администрация коммуны
- Официальный сайт: http://www.comune.terravecchia.cs.it